# Parantica weiskei
Hổ Weiske (Parantica weiskei) là một loài bướm giáp thuộc phân họ Danainae. Loài này có ở Indonesia và Papua New Guinea.